# The Fullerton Hotel

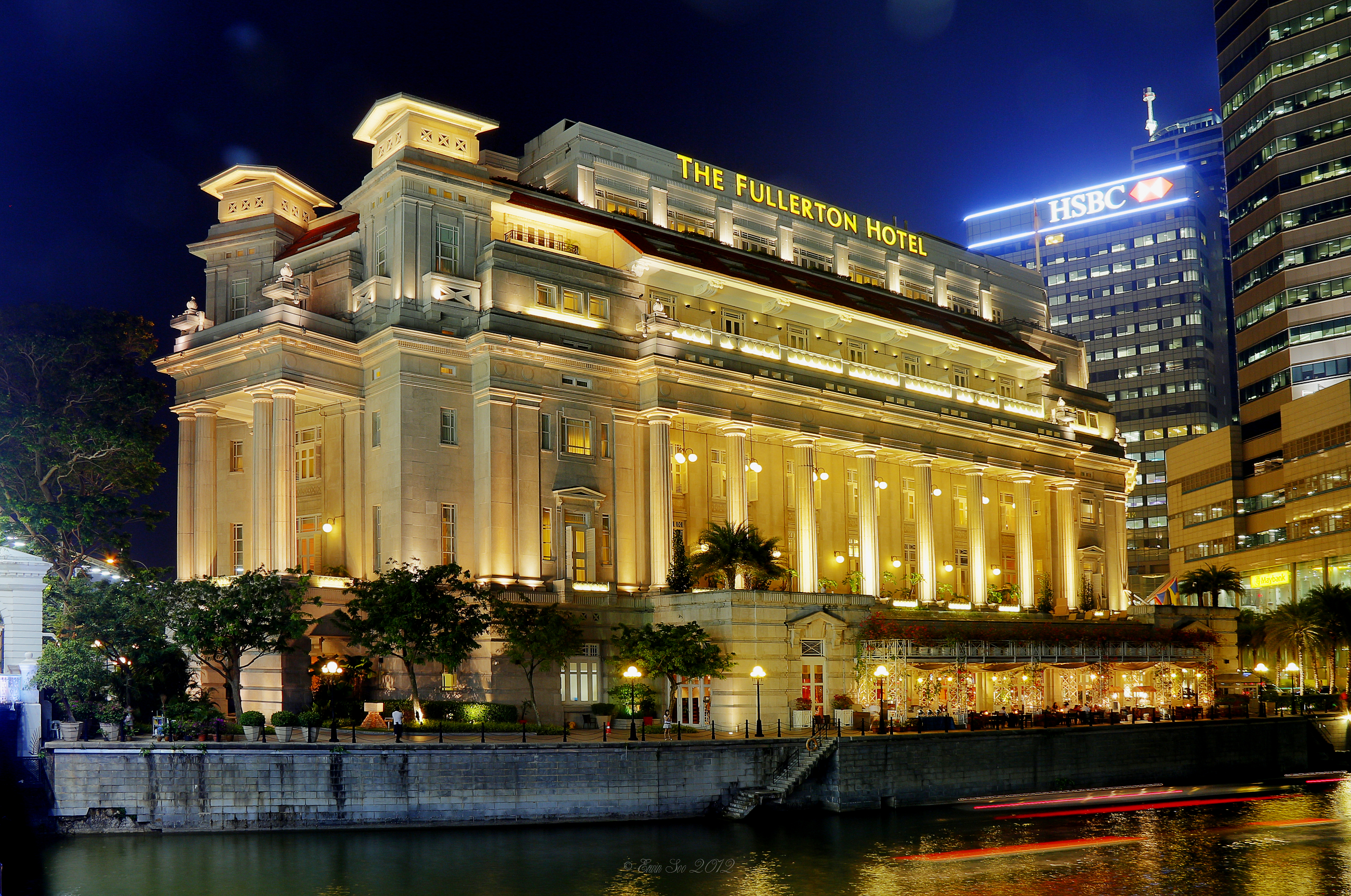
The Fullerton hotel bij nacht

The Fullerton Hotel is een vijf-sterrenhotel in Singapore. Het werd geopend in 2001 en is gevestigd in een Brits Neoclassicistisch bouwwerk uit 1928. Het staat aan de monding van de Singapore River op de plek van het oudere Fort Fullerton. Dit fort werd in 1873 afgebroken om plaats te maken voor een hoofdpostkantoor. Later werd het huidige gebouw neergezet  dat niet alleen als hoofdpostkantoor diende. In het gebouw waren ook de beurs, verschillende overheidsdiensten en een exclusieve club gevestigd. Op het dak werd een vuurtoren geplaatst. Het gebouw zou hierna nog meerdere functies krijgen. Eind 20e eeuw werd het gebouw gerenoveerd en ingericht als hotel. In 2015 werd het een nationaal monument.